# Leone Sinigaglia
Leone Sinigaglia (Torino, 14 agosto 1868 – Torino, 16 maggio 1944) è stato un compositore italiano di origine ebraica, vittima dell'Olocausto.

## Biografia

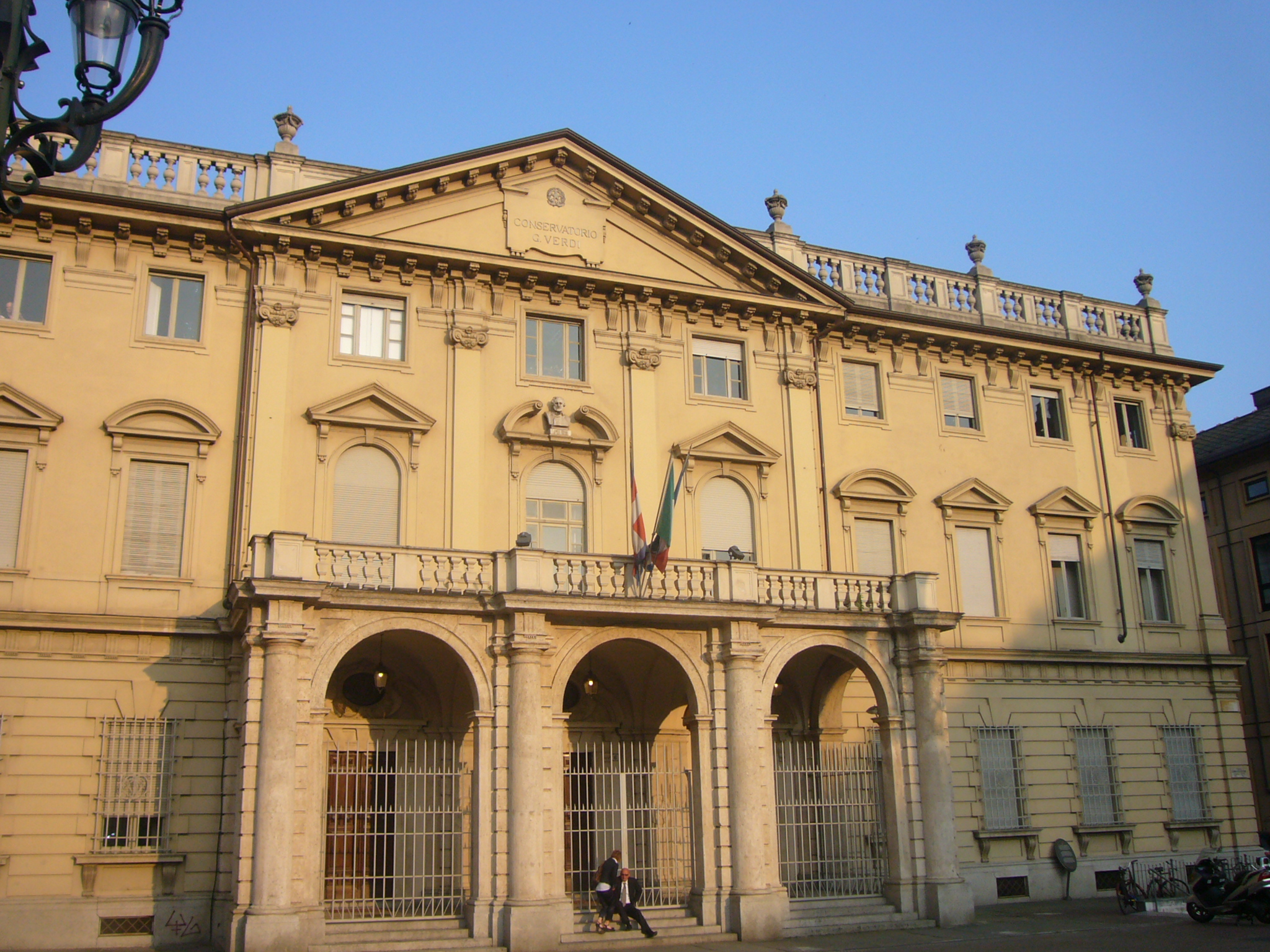
Il conservatorio Giuseppe Verdi di Torino dove Sinigaglia, studiò, compose ed insegnò

Secondogenito di Abramo Alberto Sinigaglia ed Emilia Romanelli, crebbe in una famiglia ebraica dell'alta borghesia torinese di fine Ottocento conoscendo le personalità più rappresentative del pensiero, delle arti e della scienza che al tempo vivevano in città, quali Galileo Ferraris, Cesare Lombroso, Leonardo Bistolfi.
Appassionato di letteratura e di alpinismo fin dalla giovinezza, il giovane Sinigaglia alternava periodi di soggiorno in città con villeggiature nella località di Cavoretto, poco fuori della città, luogo che sarà molto importante per la sua ispirazione. Tra le prime prove compositive di questi anni torinesi rientrano la Romanza op. 3 per corno e quartetto d'archi (1888).
Dopo gli studi musicali di violino, pianoforte e composizione, fra l'altro con Giovanni Bolzoni e Federico Buffaletti, iniziò a viaggiare per studi: dopo aver soggiornato in varie città europee, dal 1894 risiedette a Vienna dove conobbe e divenne amico di Johannes Brahms, e dal compositore tedesco prese il gusto per la musica cosiddetta assoluta, studiando con Eusebius Mandyczewski. In questi anni nacquero molti Lieder e il Concerto per violino e orchestra op. 20.
Dal 1900 fu a Praga a studiare strumentazione con Antonín Dvořák (fu forse l'amicizia con il Quartetto Boemo stretta a Vienna che lo condusse al compositore): da Dvořák imparò la capacità di immettere nelle strutture accademiche l'attenzione per il canto popolare.

## La sua opera
A partire dal suo ritorno a Torino nel 1901 e per circa i dieci anni successivi, Sinigaglia trascrisse un'enorme quantità di canti popolari arcaici, circa 500, provenienti dalla tradizione orale, in gran parte raccolti dalla viva voce dei contadini sulla collina di Cavoretto. Arrangiò alcuni di essi in una versione per canto e pianoforte che molto risente del linguaggio della lirica da camera di area tedesca di fine Ottocento: nacquero così le Vecchie canzoni popolari del Piemonte (pubblicate inizialmente a Lipsia da Breitkopf & Härtel nel 1914 in numero di dodici, in due fascicoli, successivamente incrementate con un terzo e quarto fascicolo nel 1921 e con un quinto e sesto fascicolo nel 1927), per un totale di 36 canzoni.
Accanto a questa raccolta, per la quale il nome di Sinigaglia è ricordato ancora oggi, altre sue composizioni del medesimo periodo recano la traccia di un profondo amore per l'anima musicale della sua regione, come ad esempio nella Rapsodia piemontese (1900), nelle due Danze piemontesi op. 31 (1905) e nella  Suite per orchestra "Piemonte" (1909), lavori questi ultimi cui è strettamente legato il nome di Arturo Toscanini, il quale li eseguì frequentemente.
Altre pagine non connotate etnicamente scaturirono da questi anni felici: l'ouverture alle Baruffe Chiozzotte (1907), insieme alle opere piemontesi, furono eseguite da direttori del calibro di Wilhelm Furtwängler, Arturo Toscanini e John Barbirolli. Sul versante della musica cameristica vanno ancora ricordate le due sonate, rispettivamente per violoncello e pianoforte op. 41 e per violino e pianoforte op. 44, tutto sommato ancora legate all'universo sonatistico e cameristico mitteleuropeo ottocentesco.
La sua produttività diminuì progressivamente nei decenni successivi, mentre l'Europa musicale era attraversata da venti di grande cambiamento. La sua esistenza era destinata a concludersi in maniera tragica durante il secondo conflitto mondiale: l'origine ebraica lo rese oggetto delle persecuzioni della polizia fascista e poi di quella nazista che occupava Torino durante il 1944; al momento dell'arresto una sincope ne causò la morte.
La prima monografia al mondo dedicata alla vita e alle opere di Sinigaglia è di Gianluca La Villa e Annalisa Lo Piccolo: Leone Sinigaglia. La musica delle alte vette (Gabrielli Editori, 2012). .
Gli è stata dedicata una puntata di Wikimusic, Rai Radio 3, il 16 maggio 2020, per la ricorrenza del giorno della sua morte, di cui è autrice Cristiana Munzi, con la cura di Federico Vizzaccaro e Giovanna Natalini (https://www.raiplayradio.it/audio/2020/05/WIKIMUSIC---Leone-Sinigaglia-38bc9ceb-ce8f-43f2-b74c-cbb12d0b94e6.html).

## Opere
- Hora Mystica, per quartetto d'archi,  Parigi , Richault et Cie, 1890
- Sull'altare. Adagio religioso per orchestra d'archi, Amburgo, Hugo Thiemer, 1892
- Staccato - Etude, pour piano, London, Berlin chez N. Simrock, 1900[2].
- Romanze, per corno e quartetto d'archi (od orchestra d'archi), op. 3, Milano, Ricordi, 1902.
- Concert-Étude per quartetto d'archi in re maggiore, op. 5, Praga, Urbank, 1901
- Feuilles d'album, 5 pezzi per violino e pianoforte, op. 7, Amburgo, Hugo Thiemer, 1892
- Scherzo per quartetto d'archi, op. 8,  Milano, Ricordi, 1892
- Variazioni per oboe e pianoforte, op. 9, Milano, Ricordi, 1903.
- Drei Stücke, per violino e pianoforte, (Cavatina, Intermezzo, Erinnerung) op. 13,  Amburgo, D. Rahter 1902
- 4 Lieder von Joseph von Eichendorff, op. 15
- Zwei Stücke, per violino e pianoforte, Romanza e Umoresca, op. 16, Amburgo, D. Rahter 1902
- 3 Lieder aus Rudolf Baumbach's ''Lieder eines fahrenden Gesellen'', op. 17
- 3 Frauenchöre, op. 18,  Amburgo, D. Rahter / Londra, Novello 1898
- 12 Variazioni su un tema di Franz Schubert (Heidenroesein), per oboe o clarinetto o violino e pianoforte, op.19, 1898, Lipsia, Breitkopf & Härtel, 1898
- Concerto per violino e orchestra, op. 20, 1901, Lipsia, Breitkopf & Härtel, 1907
- Variazioni su un tema di Brahms, per quartetto d'archi, op. 22, Berlino, N. Simrock Gmbh, 1901
- 3 Lieder von Nikolaus Lenau, op. 23
- Albumblatt, op.25 n. 1 -  Bagatelle, op. 25, n. 3, Magonza, Schott, 1903.
- 4 Kleine Stücke, per violino e pianoforte, op. 25, 1900,  Magonza, B. Schott's Söhne, 1912
- Rapsodia piemontese, per violino, op.26, Lipsia, Breitkopf & Härtel, 1904.
- Quartetto per archi in re maggiore, op.27, Lipsia, Breitkopf & Härtel, 1904
- Romanza in la diesis per violino e orchestra, op.29, Lipsia, Breitkopf & Härtel, 1904
- 2 Danze piemontesi, per orchestra, op. 31, 1903, Lipsia, Breitkopf & Härtel, 1907
- Ouverture - Le Baruffe Chiozzotte - op. 32, Lipsia, Breitkopf & Härtel, 1907[3].
- Serenata per trio d'archi, op. 33, Lipsia, Breitkopf & Härtel, 1908
- Zwei Characterstücke per pianoforte, op. 35, Lipsia, Breitkopf & Härtel, 1910
- Zwei Characterstücke, Versione per quartetto d'archi, op. 35a, Lipsia, Breitkopf & Härtel, 1910
- Piemonte, Suite per orchestra, su temi popolari, op. 36, Lipsia, Breitkopf & Härtel, 1919
- Lamento in memoria di un giovane artista (Natale Canti), per orchestra, op. 38, Lipsia, Breitkopf & Hartel, 1930.
- Tre vecchie canzoni popolari del Piemonte raccolte e trascritte per due voci di donna con accompagnamento di pianoforte, op. 40a (trad. francese di Marguerite Turin, trad. tedesca di Alois Botstiber), Lipsia, Breitkopf & Härtel, 1926.
- Sonata per violino e pianoforte, op. 44, Milano, Ricordi e C., 1936.
- 36 vecchie canzoni popolari del Piemonte per canto e pianoforte (1914-27) (ristampa, con introduzione e commento a c. di Lidia Benone Giacoletto e Andrea Lanza), Torino, Zedde, 2002.[4]
- La raccolta inedita di 104 canzoni popolari piemontesi con accompagnamento per il pianoforte (revisione a cura di Andrea Lanza), Torino, Zedde, 2003. ISBN 88-88849-02-5.[5]

## Discografia
- AA. VV. : "Opere per oboe e pianoforte tra Ottocento e Novecento", Tactus, 2016 Luciano Franca, oboe, Filippo Pantieri, pianoforte storico (contiene le Variazioni per oboe e pianoforte op.19)
- LEONE SINIGAGLIA - Lieder e Romanze - Anja Kampe, soprano - Massimiliano Génot, pianoforte - Stradivarius 2007
- LEONE SINIGAGLIA - Music for violin and piano - Massimiliano Génot, pianoforte - Alessandra Génot, violino - Brilliant Classics 2015
- LEONE SINIGAGLIA - Concerto in la magg. op.20 per violino e Orchestra - Laura Marzadori, violino - Romanza e Humoreske op.16 per cello e orchestra- Fernando Caida Greco, violoncello - Orchestra Città di Ferrara - dir. Marco Zuccarini - TACTUS 2016.
- LEONE SINIGAGLIA - String Quartet Works (Complete), Vol. 1 - String Quartet, Op. 27 / Brahms Variations / Hora Mystica (Archos Quartet) - NAXOS 8.574183  01 May 2020
- LEONE SINIGAGLIA - String Quartet Works (Complete), Vol. 2 - Romanza, Op.3 / 8 unedited pieces / String Trios in A major and Trio Sérénade, Op.33 (Archos Quartet) - NAXOS 8.574495 01 March 2023

## Leone Sinigaglia nella Memoria

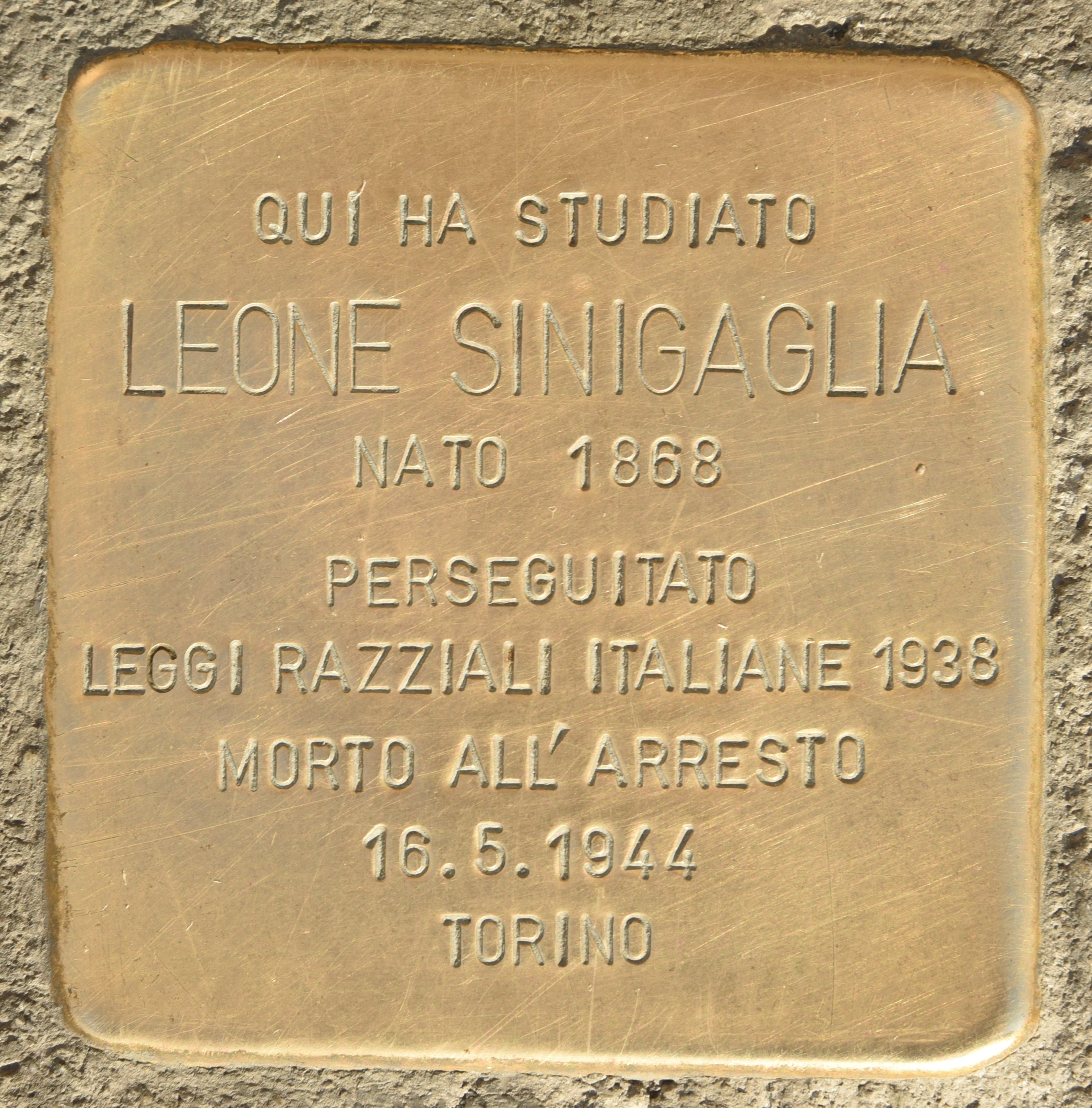
Pietra d'inciampo dedicata a Leone Sinigaglia all'ingresso del Conservatorio Giuseppe Verdi di Torino

- È sepolto nel Cimitero monumentale di Torino ed il Comune di Torino gli ha intitolato una via nel quartiere Barriera di Milano e dal 31/05/2018 uno spiazzo al Parco Europa a Cavoretto[6]
- Una Pietra d'inciampo ricorda il compositore italiano a Torino. La Pietra per volontà del nipote Giorgio Sinigaglia è stata collocata anziché in prossimità dell’abitazione della vittima, come di solito avviene, all'ingresso del Conservatorio Giuseppe Verdi. Al Giuseppe Verdi infatti «Leone ha studiato, composto e insegnato nel periodo più florido della propria vita»[7].